# Mariano Rajoy
Mariano Rajoy Brey (n. 27 martie 1955, Santiago de Compostela, Galicia) este un politician spaniol, președinte al Partidului Popular din 2004. Din 21 decembrie 2011 până în 2 iunie 2018 a ocupat funcția de prim-ministru al Spaniei.
A deținut posturi ministeriale în guvernul lui José María Aznar, în perioada 28 februarie 2000- 3 septembrie 2003 - vice-președinte al Guvernului, din februarie 2001 - 2004 - ministru al Afacerilor Interne. După înfrângerea partidului sǎu în alegerile din 17 aprilie 2004 a condus opoziția în Cortes. În 2008, a pierdut alegerile parlamentare, în fața socialiștilor, conduși de José Luis Rodríguez Zapatero.
În timpul alegerilor generale de pe 20 noiembrie 2011, Partidul Popular din Spania, sub conducerea sa a învins, obținând 186 din cele 350 de locuri în Camera Inferioară.

## Viața personală
Născut pe 27 martie 1955 în Santiago de Compostela, A Coruña, Galicia, Rajoy estre stră-nepotul lui Enrique Rajoy, unul dintre fondatorii satutului autonom al Galiciei în 1932, care a fost demis de la universitate de dictatoratul din anii 1950. El este fiul lui Mariano Rajoy Sobredo, un jurist, și președinte al Curții Provinciale din Pontevedra, orașul unde a crescut.
Mai târziu, tatăl său a fost transferat în León și toată familia sa s-a mutat acolo. Rajoy a fost înrolat în armată, împreună cu frății săi Luis și Enrique, și a petrecut zece ani acolo până când s-a muta la Școala Jesut în Vigo. După ce a terminat liceul, s-a dus la universitate, la Facultatea de Drept din Santiago de Compostela.
Rajoy a absolvit Universitatea din Santiago de Compostela și a trecut examenul pentru a intra în seviciu public, devenind cel mai tânăr angajat din istorie la 23 ani.
Rajoy s-a căsătorit cu Elvira Viri Fernández Balboa pe 28 decembrie 1996, pe Insula La Toja (Pontevedra). doi copii. În timpul campaniei din 2011, Rajoy  și-a publicat autobiografia, "En Confianza" ("În Confidență").

## Cariera politică

### Ministru de Interne: 1996–2004

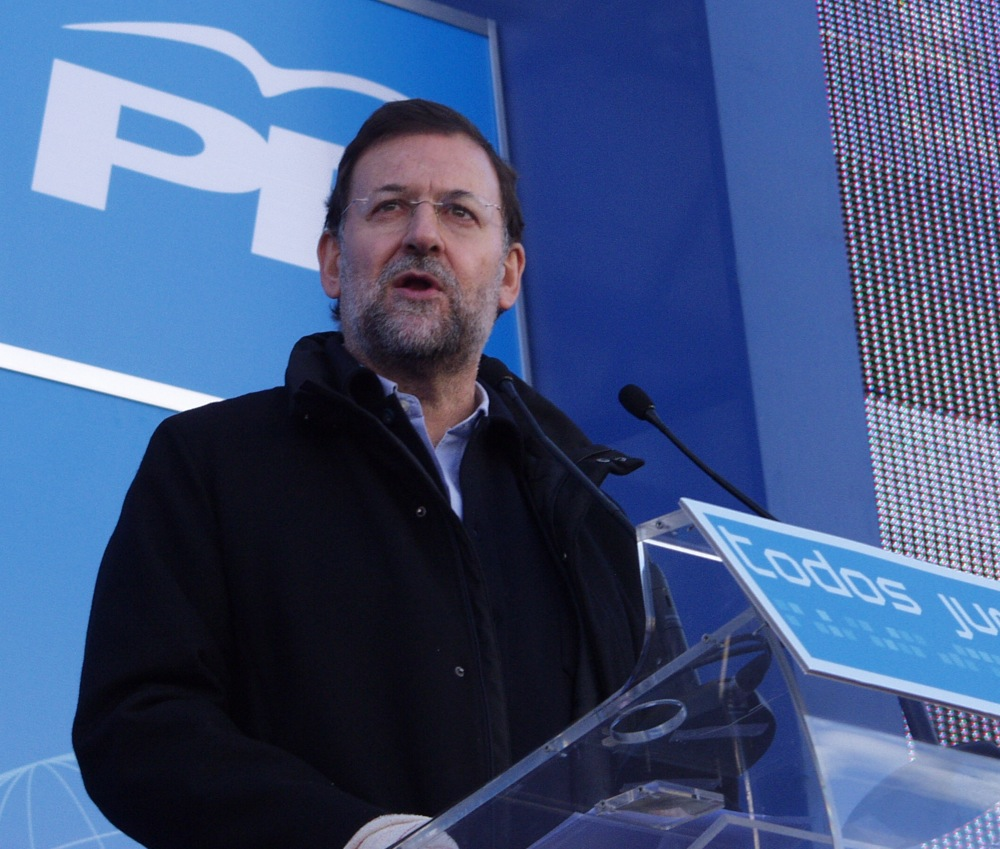
Mariano Rajoy în timpul unei întâlniri de partid, în Bilbao, 2005

Un asociat cu vechime al lui José María Aznar, Rajoy a intrat în politica națională când Aznar a devenit Prim-Ministru în 1996 cu ajutorul Partidului Naționalist Basc (PNV) și al Coaliției Canare, devenind Ministru al Administrației Publice și mai târziu, Ministru al Educației și Culturii.
El a manageriat cu succes campania electorală a Partidului Popular pentru Alegerile din 2000. În februarie 2001, a fost numit Ministru de Interne, după ce Jaime Mayor Oreja a decis să fie cap de listp pentru PP pentru alegerile basce din 2001.

### Lider al Partidului Popular
Pe 30 august 2003, Aznar a anunțat că se va retrage din polannounced that he would retire from poitică la aelegrile din 2004 și l-a propus pe Rajoy ca succesor. Dupa al 14-lea Congres al Partidului Popular din octombrie 2004, Rajoy a devenit noul președinte al partidului. Atunci fiind în opoziție, an fața socialiștilor.

### Lider al opoziție: 2004–2011
Pe 11 martie 2004, cu trei zile înainte de aelegrile generale din 2004, Madridul a fost terorizat de Atentatele teroriste din 2004. Guvernul de la aceea vreme a dat vina inițial pe gruparea separatistă bască, ETA. Guvernul lui Aznar a insistat în acuzarea grupării ETA de atacuri, Rajoy crezând acestea deoarece era convins de capabilitatea și dorința lor de a comite astfel de crime. Guvernul a fost acuzat că a acuzat gruparea ETA în loc să se pregătească pentru alegerile, deși aveau șanse mici de a le câștiga. Totuși, după cercetări a fost descoperit că nu ETA a comis atentatele, ci al-Qaida. 

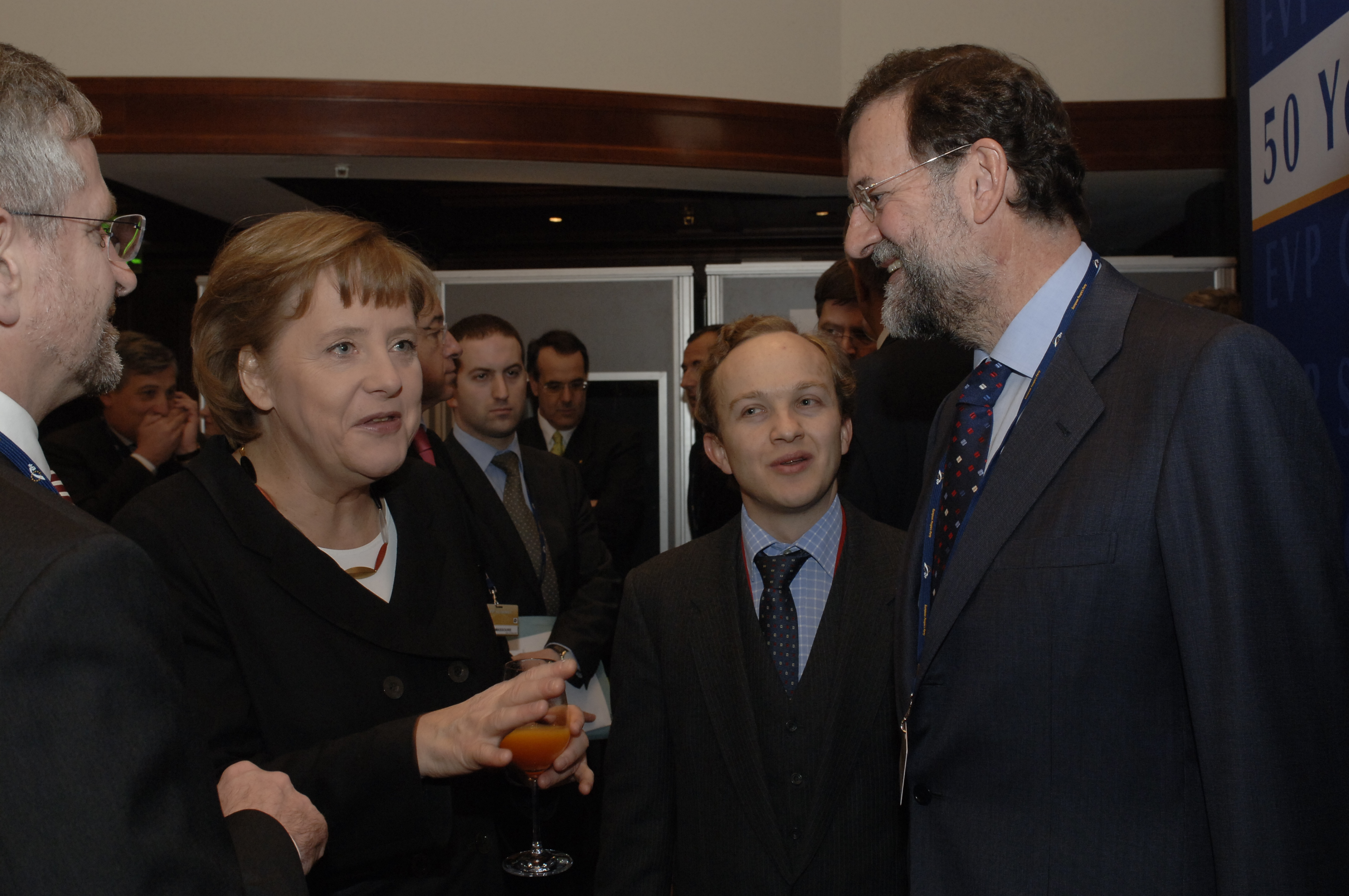
Rajoy împreună cu Cancelarul Germaniei, Angela Merkel în martie 2007.

Pe 14 martie 2004, Partidul Socialist sub conducerea lui José Luis Rodríguez Zapatero, a câștioturigat alegerile cu o majoritate de 1.300.000 de voturi peste Partidul Popular, obținînd 164 de deputați, în timp ce PP a obținut doar 9.763.144 de voturi și 148 de deputați. Rajoy a fost ales pentru provincia Madrid.
Pe 1 decembrie 2005, Rajoy a supraviețuit unui accident de elicopter împreună cu Președintele Guvernului Regional Madrid, Esperanza Aguirre; el și-a rupt un deget în accident.
Rajoy a intrat într-o situație dificilă după ce Alberto Ruiz Gallardón, primarul Madridului, i-a cerut să fie acceptat pe listele PP pentru aelegrile generale din 2008. Decizia sa finală a fost de a-l lăsa în afara listei pe Gallardón, acțiune care a provocat alienație în rândul votanților. Jurnaliștii au agrumentat că asta l-ar putea costa pe Rajoy pierderea alegerilor. În orice caz, asta cauzat mult stres pentru el și partidul său.
Pe 30 ianuarie 2008, Rajoy a primit suportul lui Angela Merkel și al lui Nicolas Sarkozy pentru alegeri. Partidul Popular a fost înfrânt la alegerile generale, dar oricum, Rajoy a continuat să conducă partidul în opoziție.

### Campania electorală
Campania a fost dominată de probleme economice. "Campania electorală începe, zdrobită de situația economică", aziarul spaniol El Pais pe 2 septembrie 2011; în aceeași zi, El Mundo titra cum "campania șomerilor a început". Rata mare a șomajului era o mare problemă în campanie. Aproape cinci milioane de ouameni nu aveau servici la momnetul respectiv.
Rajoy se adresa spunând că rata șomajul este inacceptabilă, datele arătând că 4.350 de oameni pe zi îsi pierd locul de muncă, în octombrie 2011. Socialiștii spuneau că "el nu a știut cum să managerieze economia Spaniei și acum plătesc prețul pentru asta". El a promis că va scoate Spania din această criză și va redeveni confidentă investitorilor internaționali și că va reduce datoriile statului. Criza din Grecia a început să pună probleme economiilor slabe, precum Spania, așa că sloganul Partidului Popular către voptanți era "Alătură-te schimbării!". Ei doreau taxe mai mici și firme mici, care să îi poată angaja; beneficii pentru cei angajează oameni tineri; contracte mai flexibile și negocieri de salarii, pentru a încuraja antreprenorii să își formeze afacei. În același timp, ei doreau să protejeze sănătatea cetățenilor și o educație mai bună, salvând bani prin eficiență ți un management mai bun.

### Prim-ministru al Spaniei
În noiembrie 2011 partidul lui Rajoy a câștigat cea mai mare majoritate din istoria Parlamentului Spaniei, de când țara a revenit la democrație în 1975, obținând 186 din cele 350 de locuri în Camera Inferioară. Votanți sperau ca el va reuși să scoată Spania din criza care a măcinat întreagul continent. După alegerile generale din 2011, Rajoy a fost ales prim-ministru de către Camera Deputaților, pe 21 decembrie 2011.
Guvernul condus de Rajoy este format din treisprezece miniștri, cel mai mic număr din istoria democratică a Spaniei. Ministerele Culturii, Științei și al Politicii Teritoriale s-au terminat, iar Ministerul Economiei și Finanțelor a fost împărțit în două noi ministere. Ministerul Agriculturii a rămas intact, în ciuda discursului lui Rajoy, dare indica dorința opoziției. Printre miniștri se aflau și  Cristóbal Montoro Romero, Ministru de Finațe, și Miguel Arias Cañete, Ministru al Agriculturii, aceștia fiind membri și în guvernul lui José María Aznar, ei continuând să ocupe aceleași posturi.

## Legǎturi externe
- Cabinetul miniștrilor al guvernului Mariano Rajoy
- Site-ul Partidului Popular Arhivat în 28 septembrie 2007, la Wayback Machine.
- Paginǎ Personalǎ Arhivat în 24 aprilie 2021, la Wayback Machine.